# Saison 2018 de l'équipe cycliste Bardiani CSF
La saison 2018 de l'équipe cycliste Bardiani CSF est la trente-septième de cette équipe.

## Préparation de la saison 2018

### Arrivées et départs
Six coureurs présents dans l'équipe en 2017 n'en font plus partie. Stefano Pirazzi et Nicola Ruffoni sont suspendus pour dopage. Simone Velasco et Edoardo Zardini sont recrutés par Wilier Triestina-Selle Italia, et Nicola Boem et Niccolò Pacinotti n'ont pas été conservés. Cinq coureurs sont recrutés à l'intersaison. Deux d'entre eux viennent d'équipes World Tour : Andrea Guardini (UAE Emirates) et Manuel Senni (BMC Racing). Les trois autres font leurs débuts professionnels chez Bardiani CSF :  Umberto Orsini, stagiaire dans l'équipe en 2017, et Giovanni Carboni sont issus de l'équipe continentale Colpack, et Daniel Savini de Maltinti Lampadari-Banca di Cambiano.
| Arrivées         | Équipe 2017                          |
| ---------------- | ------------------------------------ |
| Giovanni Carboni | Colpack                              |
| Andrea Guardini  | UAE Emirates                         |
| Umberto Orsini   | Colpack                              |
| Daniel Savini    | Maltinti Lampadari-Banca di Cambiano |
| Manuel Senni     | BMC Racing                           |

| Départs           | Équipe 2017                   |
| ----------------- | ----------------------------- |
| Nicola Boem       |                               |
| Niccolò Pacinotti |                               |
| Stefano Pirazzi   | suspendu                      |
| Nicola Ruffoni    | suspendu                      |
| Simone Velasco    | Wilier Triestina-Selle Italia |
| Edoardo Zardini   | Wilier Triestina-Selle Italia |

## Coureurs et encadrement technique

### Effectif
| Effectif 2018                              | Effectif 2018     | Effectif 2018 | Effectif 2018                               |
| Cycliste                                   | Date de naissance | Pays          | Équipe précédente                           |
| ------------------------------------------ | ----------------- | ------------- | ------------------------------------------- |
| Vincenzo Albanese                          | 12 novembre 1996  | Italie        | Hopplà-Petroli Firenze (2016)               |
| Simone Andreetta(note)                     | 30 août 1993      | Italie        | Zalf Euromobil Désirée Fior (2014)          |
| Enrico Barbin                              | 4 mars 1990       | Italie        | Trevigiani Dynamon Bottoli (2012)           |
| Michael Bresciani                          | 20 décembre 1994  | Italie        |                                             |
| Giovanni Carboni                           | 31 août 1995      | Italie        | Colpack (2017)                              |
| Giulio Ciccone                             | 20 décembre 1994  | Italie        | Colpack (2015)                              |
| Andrea Guardini                            | 12 juin 1989      | Italie        | UAE Team Emirates (2017)                    |
| Mirco Maestri                              | 26 octobre 1991   | Italie        | General Store Bottoli Zardini (2015)        |
| Marco Maronese                             | 25 décembre 1994  | Italie        | Zalf Euromobil Désirée Fior (2016)          |
| Umberto Orsini                             | 6 décembre 1994   | Italie        |                                             |
| Lorenzo Rota                               | 23 mai 1995       | Italie        | Unieuro Wilier (2015)                       |
| Daniel Savini                              | 26 septembre 1997 | Italie        | Maltinti Lampadari-Banca di Cambiano (2017) |
| Manuel Senni                               | 11 mars 1992      | Italie        | BMC Racing Team (2017)                      |
| Paolo Simion                               | 10 octobre 1992   | Italie        | Zalf Euromobil Désirée Fior (2013)          |
| Simone Sterbini                            | 11 décembre 1993  | Italie        |                                             |
| Alessandro Tonelli                         | 29 mai 1992       | Italie        | Zalf Euromobil Désirée Fior (2014)          |
| Luca Wackermann                            | 13 mars 1992      | Italie        | Al Nasr-Dubai (2016)                        |
|                                            |                   |               |                                             |
| Sources : ProCyclingStats Cycling Quotient |                   |               |                                             |

note: Simone Andreetta, end of career

## Bilan de la saison

### Victoires
| Victoires | Victoires                                        | Victoires | Victoires | Victoires          | Victoires |
| Date      | Course                                           | Pays      | Classe    | Vainqueur          |           |
| --------- | ------------------------------------------------ | --------- | --------- | ------------------ | --------- |
| 9 mars    | 1re étape du Tour International de Rhodes        | Grèce     | 2.2       | Mirco Maestri      |           |
| 11 mars   | Classement général, Tour International de Rhodes | Grèce     | 2.2       | Mirco Maestri      |           |
| 18 mars   | 1re étape du Tour de Langkawi                    | Malaisie  | 2.HC      | Andrea Guardini    |           |
| 25 mars   | 8e étape du Tour de Langkawi                     | Malaisie  | 2.HC      | Andrea Guardini    |           |
| 20 avr.   | 4e étape du Tour de Croatie                      | Croatie   | 2.HC      | Alessandro Tonelli |           |
| 22 avr.   | 6e étape du Tour de Croatie                      | Croatie   | 2.HC      | Paolo Simion       |           |
| 22 avr.   | Tour des Apennins                                | Italie    | 1.1       | Giulio Ciccone     |           |
| 16 août   | 2e étape du Tour du Limousin-Nouvelle-Aquitaine  | France    | 2.1       | Luca Wackermann    |           |
| 26 oct.   | 4e étape du Tour de Hainan                       | Chine     | 2.HC      | Andrea Guardini    |           |

### Résultats sur les courses majeures
Les tableaux suivants représentent les résultats de l'équipe dans les principales courses du calendrier international dans lesquelles l'équipe bénéficie d'une invitation (les cinq classiques majeures et les trois grands tours). Pour chaque épreuve est indiqué le meilleur coureur de l'équipe, son classement ainsi que les accessits glanés par Bardiani CSF sur les courses de trois semaines.

#### Classiques
| Classique            | Milan-San Remo | Tour des Flandres | Paris-Roubaix | Liège-Bastogne-Liège | Tour de Lombardie |
| -------------------- | -------------- | ----------------- | ------------- | -------------------- | ----------------- |
| Coureur (classement) |                |                   |               |                      |                   |

#### Grands tours
| Grand tour           | Tour d'Italie | Tour de France | Tour d'Espagne |
| -------------------- | ------------- | -------------- | -------------- |
| Coureur (classement) |               |                |                |
| Accessits            | -             | -              | -              |